# چندمنطقی
چندمنطقی یا پلی‌لوجیسم (به انگلیسی: Polylogism) باوری است که می‌گوید گروه‌های مختلف مردم به روش‌های متفاوتی استدلال می‌کنند (از ترکیب دو کلمه یونانی پلی (poly) به‌معنای «بسیاری» و لوگوس (logos) به‌‌‌معنای «منطق» ساخته شده است). این اصطلاح به لودویگ فون میزس نسبت داده می‌شود، که از آن برای اشاره به نازیسم، مارکسیسم و دیگر فلسفه‌های اجتماعی مبتنی بر طبقه استفاده می‌کرد، پیش از آن‌که نوشته‌های توماس کوهن و دیگران نسبی‌گرایی را به یک نظریه جریان اصلی تبدیل کند. با معنای میزسی این اصطلاح، یک پلی‌لوجیست اشکال مختلفی از «منطق» را به گروه‌های مختلف نسبت می‌دهد، که ممکن است شامل گروه‌هایی بر اساس نژاد، جنسیت، طبقه یا دوره زمانی باشد. این دقیقاً به منطق بولی اشاره ندارد.

## انواع چندمنطقی
یک پلی‌لوجیست ادعا می‌کند که گروه‌های مختلف به روش‌های اساساً متفاوتی استدلال می‌کنند و از «منطق‌های» منحصربه‌فردی برای استدلال استنتاجی استفاده می‌کنند. چندمنطقی هنجاری فرض می‌کند که این منطق‌های مختلف به یک اندازه معتبر هستند، و بیان می‌کند که هیچ سیستم منطقی واحدی بر دیگران برتری ندارد. در مقابل، چندمنطقی توصیفی یک ادعای تجربی است که وجود روش‌های استدلال متفاوت در میان گروه‌ها را تصدیق می‌کند اما لزوماً اعتبار یکسانی برای این روش‌ها قائل نیست. یک پلی‌لوجیست توصیفی ممکن است یک شکل جهان‌شمول و معتبر از منطق استنتاجی را تشخیص دهد، درحالی‌که به طور تجربی متوجه می‌شود که برخی گروه‌ها از استراتژی‌های استدلال جایگزین (و بالقوه نادرست) استفاده می‌کنند.
در چارچوب میزسی، یک طرفدار چندمنطقی، یک پلی‌لوجیست هنجاری محسوب می‌شود. چنین شخصی ممکن است یک استدلال را در یک چارچوب منطقی خاص معتبر ارزیابی کند، حتی اگر با منطق مورد استفاده تحلیلگر در تضاد باشد. همان‌طور که لودویگ فون میزس اظهار داشت، «این کار هرگز توسط هیچ‌کس انجام نشده و هرگز نمی‌تواند انجام شود»، که چالش‌های ذاتی در تطبیق سیستم‌های منطقی مختلف را برجسته می‌کند.

### منطق پرولتاریایی
اصطلاح «منطق پرولتاریایی» گاهی اوقات به عنوان شاهدی بر پلی‌لوجیسم در نظر گرفته می‌شود. این اصطلاح به جوزف دیتسگن در نامه یازدهم او در مورد منطق برمی‌گردد. دیتسگن فیلسوف یگانه‌اندیش قرن نوزدهم است که اکنون گمنام مانده و اصطلاح ماتریالیسم دیالکتیکی را ابداع کرده و مورد ستایش چهره‌های کمونیستی مانند کارل مارکس و ولادیمیر لنینقرار گرفته است. آثار او در دوران مدرن توسط فیلسوف برتل اولمن مورد توجه قرار گرفته است. دیتسگن به‌عنوان یک مونیست بر تلقی واحدی از ذهن و ماده اصرار دارد. همانطور که سایمون باکسلی می‌گوید، برای دیتسگن «فکر به اندازه هر رویداد دیگری مادی است». این یعنی منطق هم پایه‌های «مادی» دارد.

### چندمنطقی نژادپرستانه
چندمنطقی نژادپرستانه با دوره نازی‌ها مرتبط است، که رهبران نازی چه در سیاست و چه در جامعه علمی تلاش‌های هماهنگی برای تمایز قائل شدن بین آنچه که آن‌ها «فیزیک آلمانی» و «فیزیک یهودی» می‌دانستند، انجام دادند. برای مثال فیلیپ لنارت فیزیک‌دان برنده جایزه نوبل ادعا کرد که تفکر علمی تحت تأثیر «خون و نژاد» است و دانشمندان دیگری مانند ورنر هایزنبرگ را به تدریس فیزیک یهودی متهم کرد. این دیدگاه نژادپرستانه در پی بی‌اعتبار کردن کار دانشمندان یهودی مانند آلبرت انیشتین بود که نظریه نسبیت او به‌عنوان محصول میراث نژادی پست بی‌اعتبار شده بود.
«نظریه نسبیت، هم به‌دلیل ادعای رد فیزیک «کلاسیک»، «آلمانی» و «آلمانی» که ریشه در آزمایش و عقل سلیم داشت، و هم به‌دلیل ادعای تشویق نسبی‌گرایی عمومی‌تر در اخلاق، فرهنگ و سیاست، هدف خاصی بود.»
در گفتمان معاصر، اتهامات مشابهی بر چندمنطقی نژادپرستانه در زمینه‌های مختلف مطرح شده است. برای مثال سونیا سوتومایور قاضی دیوان عالی ایالات متحده زمانی که اظهار داشت یک «لاتین خردمند» ممکن است به نتایج حقوقی متفاوتی نسبت به یک مرد سفیدپوست برسد، به حمایت از نوعی چندمنطقی نژادپرستانه متهم شده است. اگرچه این نظر به این معنی تفسیر می‌شود که تجربیات متنوع زندگی می‌تواند درک فرد را از مسائل حقوقی غنی‌تر کند، برخی از مفسران استدلال کرده‌اند که این بدان معناست که لاتین‌تبارها «منطق» متمایزی دارند.

### چندمنطقی طبقاتی مارکس
کارل مارکس استدلال کرد که افرادی که در طبقات اجتماعی مختلف متولد می‌شوند، در ادراک و فهم خود از واقعیت، دچار تغییرات برگشت‌ناپذیری می‌شوند. او فرض کرد که جایگاه طبقاتی یک فرد اساساً جهان‌بینی و آگاهی او را شکل می‌دهد. برای مثال کسی که به‌عنوان یک اشراف‌زاده یا کارخانه‌دار بزرگ شده است جهان را از طریق علایق و دیدگاه‌های ذاتی طبقه خود درک می‌کند. در مقابل یک کارگر به دیدگاهی می‌اندیشد که توسط تجربیات و مبارزاتش در طبقه کارگر شکل گرفته است. مارکس معتقد بود که این واگرایی در دیدگاه‌های طبقاتی منجر به فقدان درک متقابل یا «آگاهی طبقاتی» می‌شود. در نتیجه افراد از طبقات مختلف قادر به درک کامل تجربیات و دیدگاه‌های یکدیگر نیستند و منطق‌های متمایزی ایجاد می‌شود که با منافع طبقاتی مربوطه‌شان هم‌سو است. مارکس در کتاب دست‌نوشته ریاضی تلاش کرد تا مبانی حسابان را بدون تکیه بر روش‌های سنتی بازسازی کند و باور خود را مبنی بر این‌که شرایط تاریخی و اجتماعی مختلف می‌تواند به رویکردهای متفاوتی حتی در انتزاعی‌ترین زمینه‌های فکری منجر شود، نشان دهد. این نشان می‌دهد که این تمایز طبقاتی حتی به حوزه‌هایی مانند ریاضیات و منطق نیز گسترش می‌یابد، که در آن، طبقات مختلف ممکن است بر اساس شرایط مادی و منافع طبقاتی خود به نتایج متفاوتی برسند.
روش دیالکتیکی مارکس که او در سرمایه از آن استفاده کرد، تفاوت بین منطق صوری، که او آن را با اندیشه بورژوازی مرتبط می‌دانست، و منطق دیالکتیکی که او آن را بیشتر با درک انقلابی از تغییر اجتماعی همسو می‌دانست، برجسته می‌کند. منطق دیالکتیکی شامل درک تضادهای درون سیستم‌های اجتماعی است، مفهومی که به گفته او توسط منطق متعارف و رسمی نادیده گرفته می‌شود یا به اشتباه فهمیده می‌شود.
اگرچه مارکس مستقیماً ادعا نکرد که طبقات مختلف نظام‌های منطقی متفاوتی ایجاد می‌کنند، نوشته‌های او نشان می‌دهد که او معتقد بود شرایط اجتماعی و تاریخی به‌طور قابل توجهی بر چارچوب‌های فکری، از جمله در زمینه‌هایی مانند ریاضیات و منطق تأثیر می‌گذارند. این دیدگاه با نقد او از چگونگی شکل‌گیری اندیشه انسان توسط ایدئولوژی و شرایط مادی همسو است.